# Asilus sabulosus
Asilus sabulosus är en tvåvingeart som beskrevs av Contarini 1847. Asilus sabulosus ingår i släktet Asilus och familjen rovflugor.
Artens utbredningsområde är Italien. Inga underarter finns listade i Catalogue of Life.